# Astomum crispum
Astomum crispum là một loài Rêu trong họ Pottiaceae. Loài này được (Hedw.) Hampe mô tả khoa học đầu tiên năm 1837.